# Qüxü
Qüxü hay Chushur (chữ Tạng: ཆུ་ཤུར་རྫོང་; Wylie: chu shur rdzong; tiếng Trung: 曲水县; bính âm: Qūshuǐ Xiàn, Hán Việt: Khúc Thủy huyện) là một huyện của địa cấp thị Lhasa, khu tự trị Tây Tạng, Trung Quốc. Năm 1999 dân số của huyện là 32.150 người, trên một diện tích 1624 km².
Trong tiếng Tạng, tên của huyện có nghĩa là "mương nước". Độ cao thấp nhất trong huyện là 3.500 mét, còn cao độ lớn nhất là 5894 mét. Huyện có khí hậu gió mùa cao nguyên bán khô hạnvới số giờ nắng trong năm là khoảng 3.000 và trung bình 150 ngày không có tuyết.Lượng mưa trung bình là 441,9 mm. Các nguồn tài nguyên chính của huyện là corunđum, đá vôi, granit và than bùn. Các loài động vật trong huyện bao gồm cừu xanh Himalaya, gà lôi, hươu, báo, gấu đen. Qüxü là một huyện bán nông nghiệp và việc trồng ngũ cốc chủ yếu là lúa mạch cao nguyên, lúa mì vụ đông, lúa mì vụ xuân, đậu, cải dầu. Trấn huyện lị Qüxü (Chushur) có một nhà tù nối tiếng.

### Trấn
- Qüxü (曲水镇, Khúc Thủy)

### Hương
- Đạt Dát (达嘎乡)
- Tài Nạp (才纳乡)
- Nam Mộc (南木乡)
- Nhiếp Đáng (聂当乡)
- Trà Ba Lạp (茶巴拉乡)